# 文津俱乐部
文津俱乐部，位于北京市西城区文津街13号，隶属中共中央办公厅老干部局，是专为中央副部级以上离退休干部服务的机构。

## 简介
据王大明回忆，该俱乐部是邓小平、彭真等中共中央书记处领导根据中共中央高级干部们的意见提议建立的，为中共党内副部长以上、军队少将以上领导干部提供休息、健身的活动场所，人们习惯称其为“养蜂夹道”。这处地点由万里选中。1958年，经中华人民共和国国务院批准，该俱乐部成立。
养蜂夹道原本是一条胡同的名字，位于北京图书馆（今中国国家图书馆古籍馆）西侧，南北走向。起初该俱乐部的门牌号是养蜂夹道1号，所以人们将该俱乐部俗称为“养蜂夹道”。该俱乐部与中南海北门隔文津街相望。俱乐部的领导关系挂在北京饭店，对外公章为“北京市人委交际处招待所”。1958年夏，北京市公安局的朱慧奉命来到该俱乐部任副书记兼主任。1958年10月，“养蜂夹道”正式开放。大门内一条长廊直通南北，长廊两侧排列着8个四合院，长廊尽头是假山和网球场，后湖与北海相连。“养蜂夹道”最初的功能包括：网球、台球、打牌、钓鱼、下棋等健身活动；洗澡、理发、修脚、搓背等服务项目；零点餐厅提供菜肴。每个月底会计拿着账单让高级干部们结账。
“养蜂夹道”成立后，经常举办中共中央书记处、国家计委、国家经委、财委、国家科委的小型会议。党和国家领导人曾在此接待秘密来访的兄弟党的领导人。1950年代末至1960年代前期，每逢“十一”中华人民共和国国庆、“五一”国际劳动节，北京总会举办群众游行，毛泽东、刘少奇、周恩来、朱德、陈云、邓小平等党和国家领导人在天安门城楼检阅游行队伍后，中午到养蜂夹道用餐，由中共北京市委招待，北京饭店、四川饭店、全聚德烤鸭店都会送来菜肴。毛泽东平时极少来这里，只在这里宴请过朝鲜首相金日成、越南主席胡志明。周恩来总理来的次数较多，有时来理发，多数是来开会。
“文革”爆发前，中共中央高级干部打桥牌一般都来该俱乐部。来这里最多的是中共中央书记处总书记邓小平，他经常在这里开会、会客或找人谈话。邓小平酷爱桥牌，一起打得较多的是张致祥、万里、吴晗，其中固定对家是张致祥。1961年邓小平到北京市顺义县农村调查（是为响应1961年春毛泽东在广州主持召开中央工作会议即“广州会议”讨论《农村工作六十条》时发出的全党大兴调查之风的号召），休息时想玩桥牌，便让中共北京市委第二书记刘仁找人，刘仁找了王汉斌，王汉斌约王大明一起去。后来中华人民共和国铁道部部长吕正操又推荐了在铁道部工作的丁关根。此后邓小平打桥牌较稳定的搭档便是丁关根、王汉斌、王大明，其中固定对家是丁关根。经常来俱乐部打桥牌的还有中共北京市委副秘书长项子明、工业部副部长陆禹、《北京日报》总编辑周游、中国共青团中央书记胡耀邦、胡克实等人。当时在养蜂夹道看打桥牌的高级干部不少，铁道部部长吕正操、一机部部长赵尔陆等人看的时间特别长，国务院总理周恩来也曾观战。
1966年“文革”爆发后，邓小平被作为“第二号修正主义分子”打倒，养蜂夹道的这批牌友也大多被打成“走资派”。养蜂夹道被指为“招降纳叛、网罗牛鬼蛇神的‘裴多菲俱乐部’”，很快在1966年8月1日关闭。
改革开放后，该俱乐部继续开放。1980年代，中国作家协会通常在养蜂夹道俱乐部举办活动，可游泳、看电影或开展其他娱乐，也可喝茶聊天。
后来这里定名为“文津俱乐部”，隶属中共中央办公厅老干部局，服务对象改为中央副部级以上离退休干部。文津俱乐部紧邻中国人民解放军第三〇五医院。